# Lydeke Olofsson (Lydikasönernas ätt)
Lydeke Olofsson (Lydikasönernas ätt), var en svensk häradshövding och underlagman.

## Biografi
Lydeke Olofsson (Lydikasönernas ätt) var från 1456 till 1488 häradshövding i Vifolka härad, samt från 1466 till 1482 underhäradshövding i Bankekinds härad. Han var från 1471 till 1489 underlagman i Östergötlands lagsaga.

### Familj
Lydeke Olofsson var gift med Karin Bengtsdotter (Stolpe), dotter till Bengt Larsson (Stolpe) och Cecilia Petersdotter. De fick tillsammans dottern Anna Lydededotter som var gift med häradshövdingen Erik Slatte i Bankekinds härad.